# Sơn Tân, huyện Sơn Tây
Sơn Tân là một xã thuộc huyện Sơn Tây, tỉnh Quảng Ngãi, Việt Nam.
Xã Sơn Tân có diện tích 36,66 km², dân số năm 1999 là 2.243 người, mật độ dân số đạt 61 người/km².